# Stany Derval
Stany Derval ist eine zwischen 1968 und 1979 erschienene frankobelgische Comicserie.

## Handlung
Ein junger Fernsehreporter gerät während seiner Reportagen in ungewöhnliche Abenteuer hinein. 

## Hintergrund
MiTacq schrieb und zeichnete die Abenteuerserie. Weitere Texte lieferten Maurice Tillieux, André Beckers, Héric und Lemasque ab. Die Serie erschien zwischen 1968 und 1979 in Spirou. Zunächst wurden nur einige Episoden in Albenform herausgebracht. Die Gesamtausgabe stammte von Dupuis. Kauka veröffentlichte eine Kurzgeschichte im deutschen Sprachraum.

## Geschichten
- Stany Derval[5] (Spirou, 1968, 44 Seiten)
- Pâques à l’île de Pâques[6] (Spirou, 1969, 5 Seiten)
- Angoisse dans la vallée de Koa[7] (Spirou, 1969, 45 Seiten)
- Extraordinaire nuit de Noël[7] (Spirou, 1969, 5 Seiten)
- Les casseurs de 500[7] (Spirou, 1970, 42 Seiten)
- Les galops de l’enfer (Spirou, 1973, 42 Seiten)
- Le poumon d’acier (Spirou, 1973, 12 Seiten)
- Le manuscrit de Galilée[8] (Spirou, 1974, 22 Seiten)
- Rodéo à Rope Rio[9] (Spirou, 1974, 6 Seiten)
- Opération migraine[9] (Spirou, 1974, 12 Seiten)
- Le Canadien errant[9] (Spirou, 1974, 11 Seiten)
- Les tombeaux de glace[9] (Spirou, 1976, 44 Seiten)
- Chair à lions[9] (Spirou, 1979, 11 Seiten)